# Скајуш (Караш-Северин)
Скајуш (рум. Scăiuș) насеље је у Румунији у округу Караш-Северин у општини Фарлиуг. Oпштина се налази на надморској висини од 213 m.

## Прошлост
Аустријски царски ревизор Ерлер је 1774. године констатовао да место "Скеуш" припада Букошничком округу, Карансебешког дистрикта. Становништво је било претежно влашко.

## Становништво
Према подацима из 2002. године у насељу је живело 407 становника.

### Попис2002.
| Расподела становништва по националности 2002.‍ | Расподела становништва по националности 2002.‍ | Расподела становништва по националности 2002.‍ | Расподела становништва по националности 2002.‍ | Расподела становништва по националности 2002.‍ |
| --------------------------------------------- | --------------------------------------------- | --------------------------------------------- | --------------------------------------------- | --------------------------------------------- |
|                                               |                                               |                                               |                                               |                                               |
| Румуни                                        | Румуни                                        |                                               | 287                                           | 70,5%                                         |
| Украјинци                                     | Украјинци                                     |                                               | 73                                            | 17,9%                                         |
| Немци                                         | Немци                                         |                                               | 9                                             | 2,2%                                          |
| Словаци                                       | Словаци                                       |                                               | 21                                            | 5,2%                                          |
| Чеси                                          | Чеси                                          |                                               | 17                                            | 4,2%                                          |